# فريد رملي
فريد رملي (بالملايوية: Farid Ramli)‏ هو لاعب كرة قدم ماليزي في مركز ظهير ‏، ولد في 28 أبريل 1987 في جوهر في ماليزيا. شارك مع منتخب ماليزيا لكرة القدم. أما مع النوادي، فقد لعب مع فيلدا يونايتد ونادي جوهر دار التعظيم ونادي جوهر درول تقسيم 2 وهاريماو مودا ب.

## وصلات خارجية
- فريد رملي على موقع قاعدة بيانات كرة القدم.إي يو (الإنجليزية)
- فريد رملي على موقع Soccerway.com (الإنجليزية)